# Rethel (plaats)
Rethel is een gemeente in het Franse departement Ardennes (regio Grand Est). De gemeente telde 7.435 inwoners op 1 januari 2022. De plaats is de onderprefectuur van het arrondissement Rethel.

## Geschiedenis

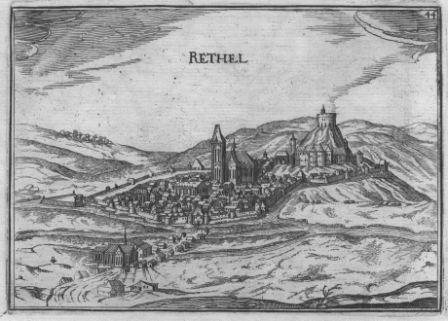
Rethel in 1634

De plaats werd al bewoond tijdens de Gallo-Romeinse periode en eerder. In Rethel werden twee Keltische graven uit de La Tène-periode gevonden. En in 1980 werd in een veld een Gallo-Romeinse zilverschat gevonden. Het ging om 16 zilveren objecten begraven in een koperen ketel uit de 3e eeuw. De schat wordt bewaard in het museum van Sant-Germain-en-Laye.
In de 10e eeuw werd een feodaal kasteel gebouwd op een hoogte waarrond de plaats zich ontwikkelde. Rethel werd een graafschap en later een hertogdom. De plaats kreeg een stadsomwalling in 1357. Deze werd versterkt in 1444. 
Op 15 december 1650 versloeg een Frans leger onder bevel van César de Choiseul, graaf van Plessis-Praslin er een leger van Spanjaarden en Franse frondeurs geleid door Henri de la Tour d’Auvergne (Turenne). In 1652 werd de stad toch ingenomen door de Spanjaarden onder leiding van de Grote Condé, maar een jaar later werd ze terug ingenomen door Turenne, die zich toen weer achter de Franse koning had geschaard.
De stadsmuren werden in de 18e en 19e eeuw geslecht en het kasteel werd vernield na de Franse Revolutie. In de 19e eeuw ontwikkelde er zich industrie. Zowel in 1914 als in 1940 leed de schade zware oorlogsschade.

## Geografie
Rethel ligt in de vallei van de Aisne op de grens tussen de geografische streken de Porcien in het noorden en de Champagne in het zuiden. De plaatst ligt verder aan het Canal des Ardennes, dat hier parallel aan de Aisne loopt.
De oppervlakte van Rethel bedroeg op 1 januari 2022 18,58 vierkante kilometer; de bevolkingsdichtheid was toen 400,2 inwoners per km².
De onderstaande kaart toont de ligging van Rethel met de belangrijkste infrastructuur en aangrenzende gemeenten.

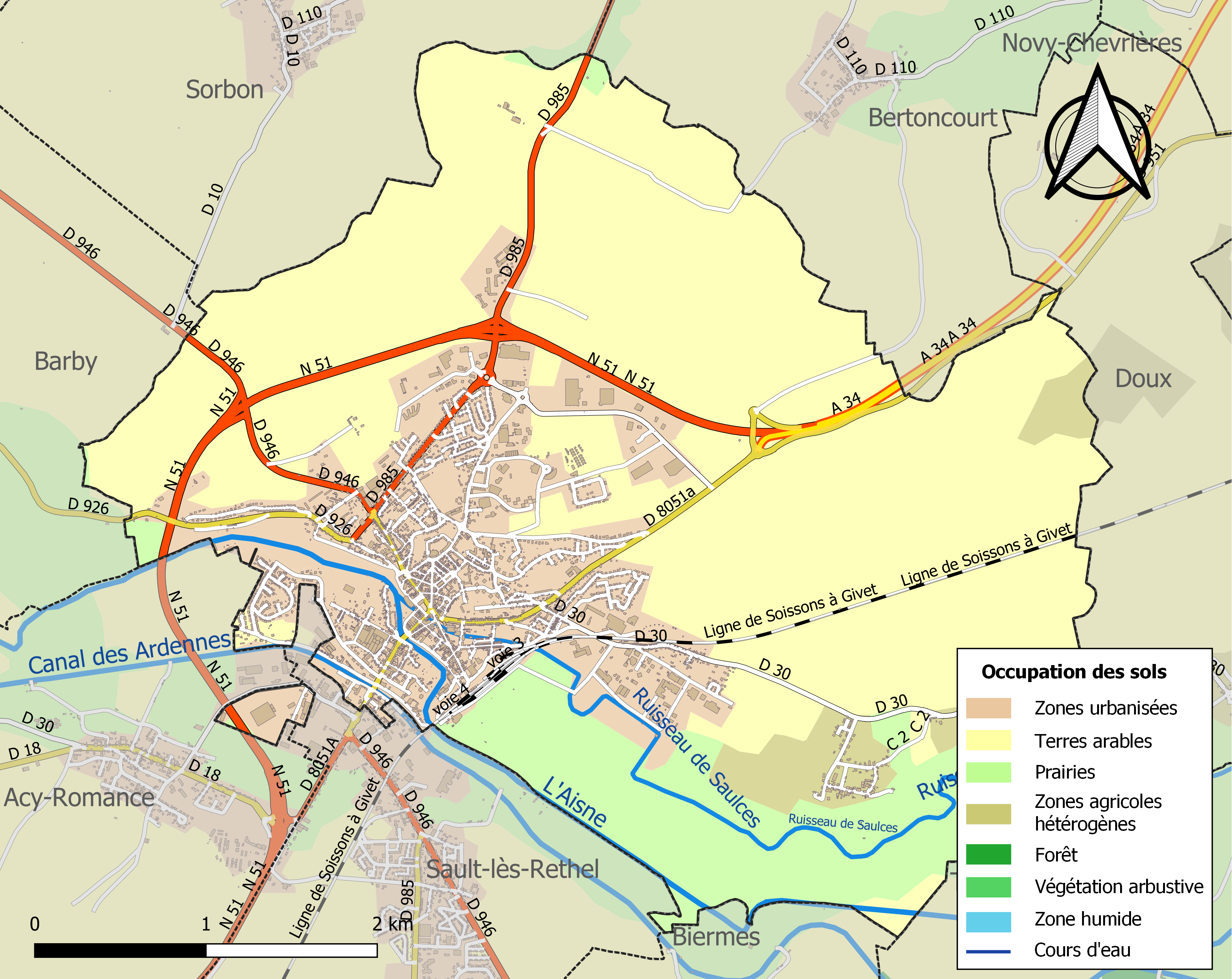

## Demografie
Onderstaande figuur toont het verloop van het inwonertal (bron: INSEE-tellingen).

Vanwege een beveiligingsprobleem met de MediaWiki Graph-software is het momenteel niet mogelijk deze grafiek weer te geven. Zodra de software is bijgewerkt zal de grafiek vanzelf weer zichtbaar worden.

## Verkeer en vervoer
De autosnelweg A34 loopt tot Rethel.
In de gemeente ligt het station Rethel.

## Afbeeldingen

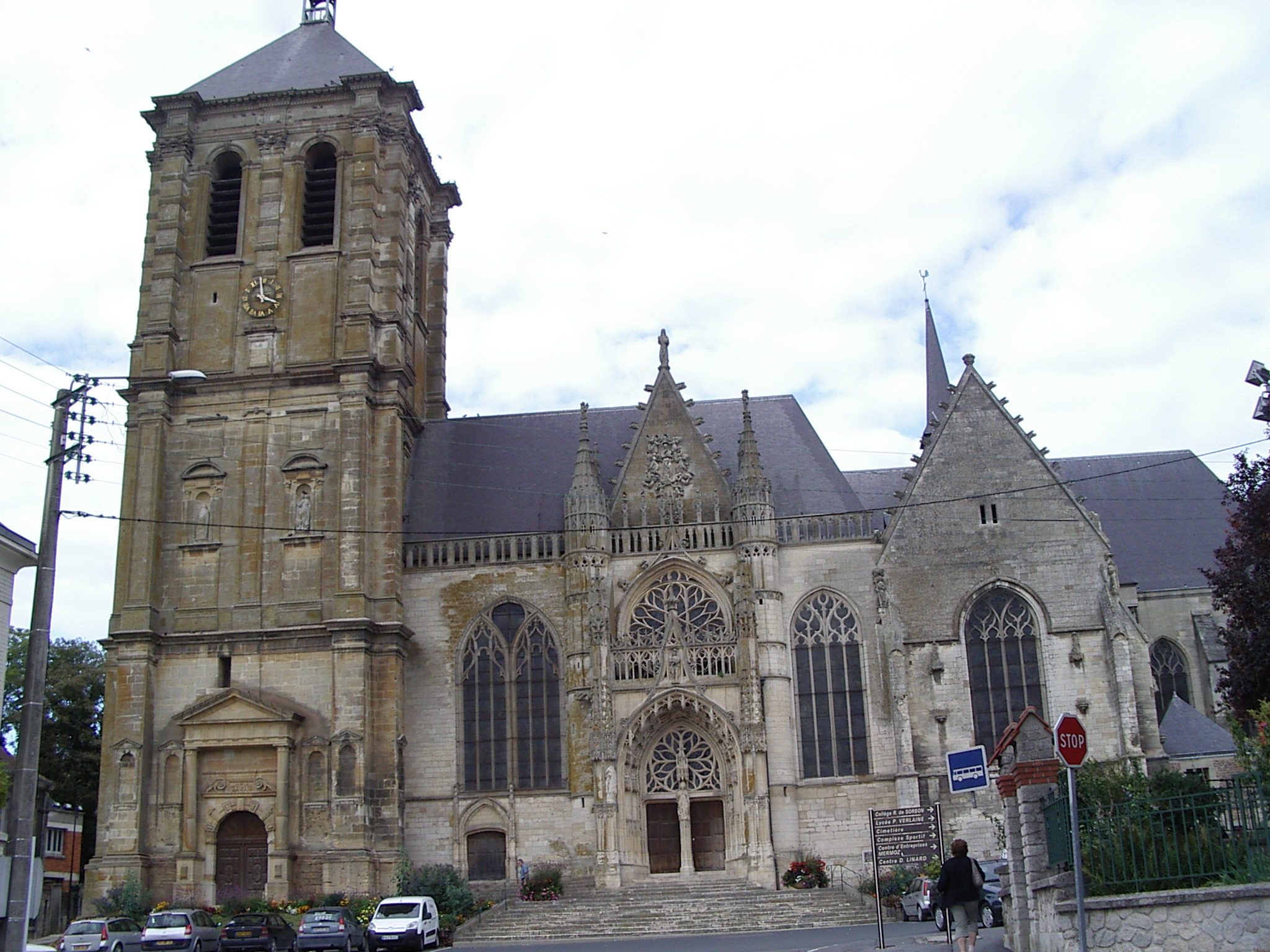
Kerk Saint-Nicolas
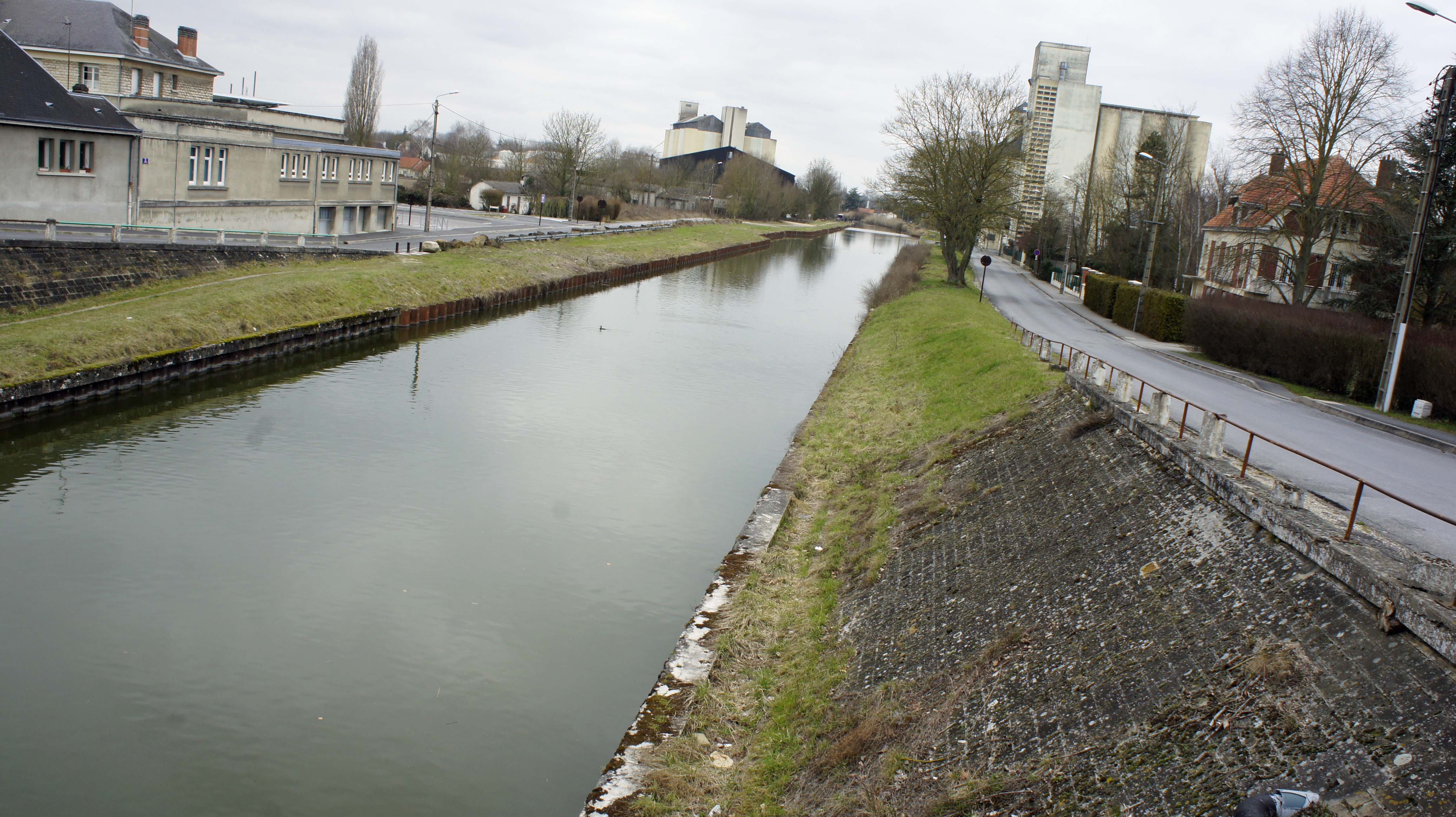
Canal des Ardennes
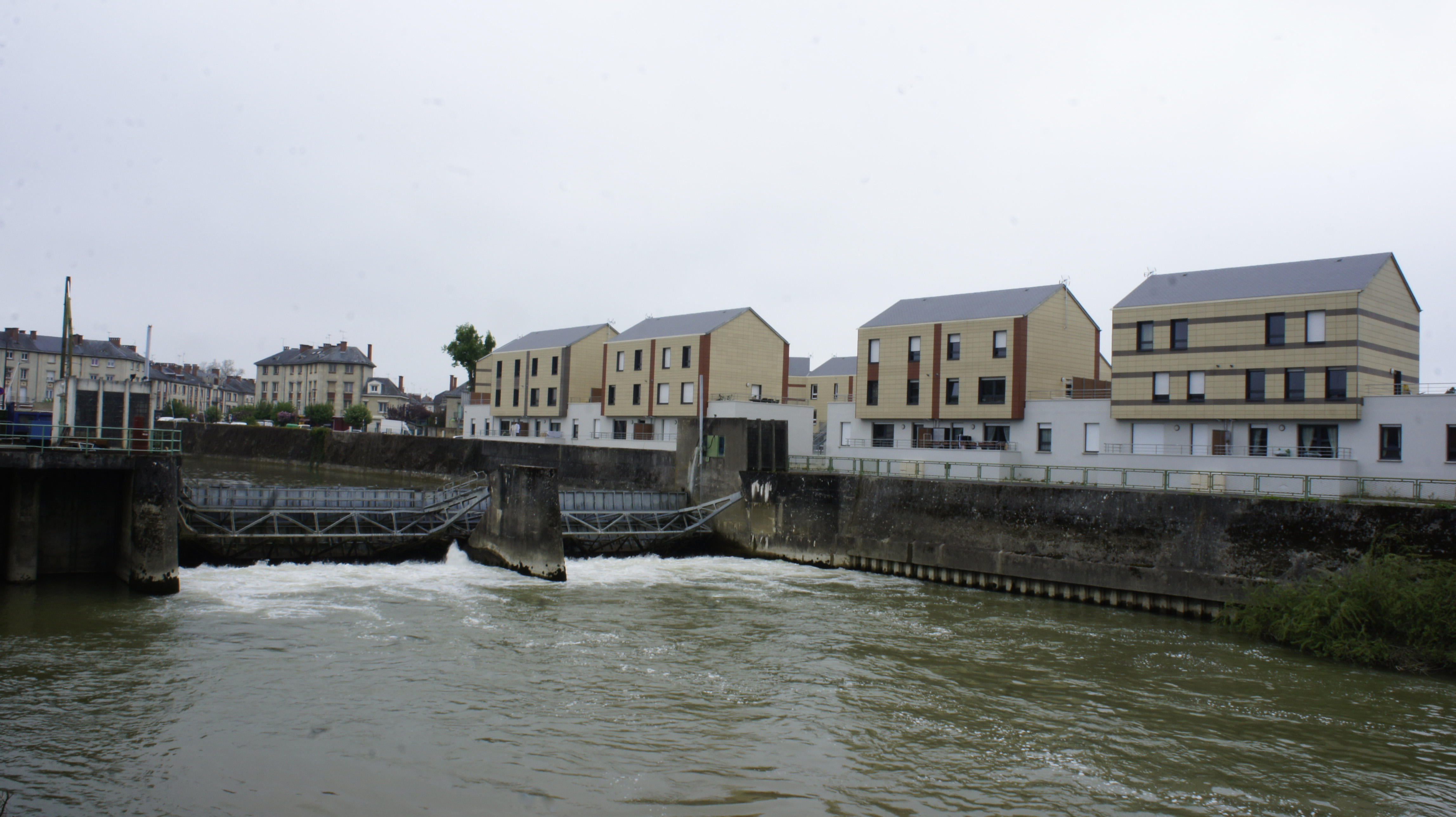
De Aisne
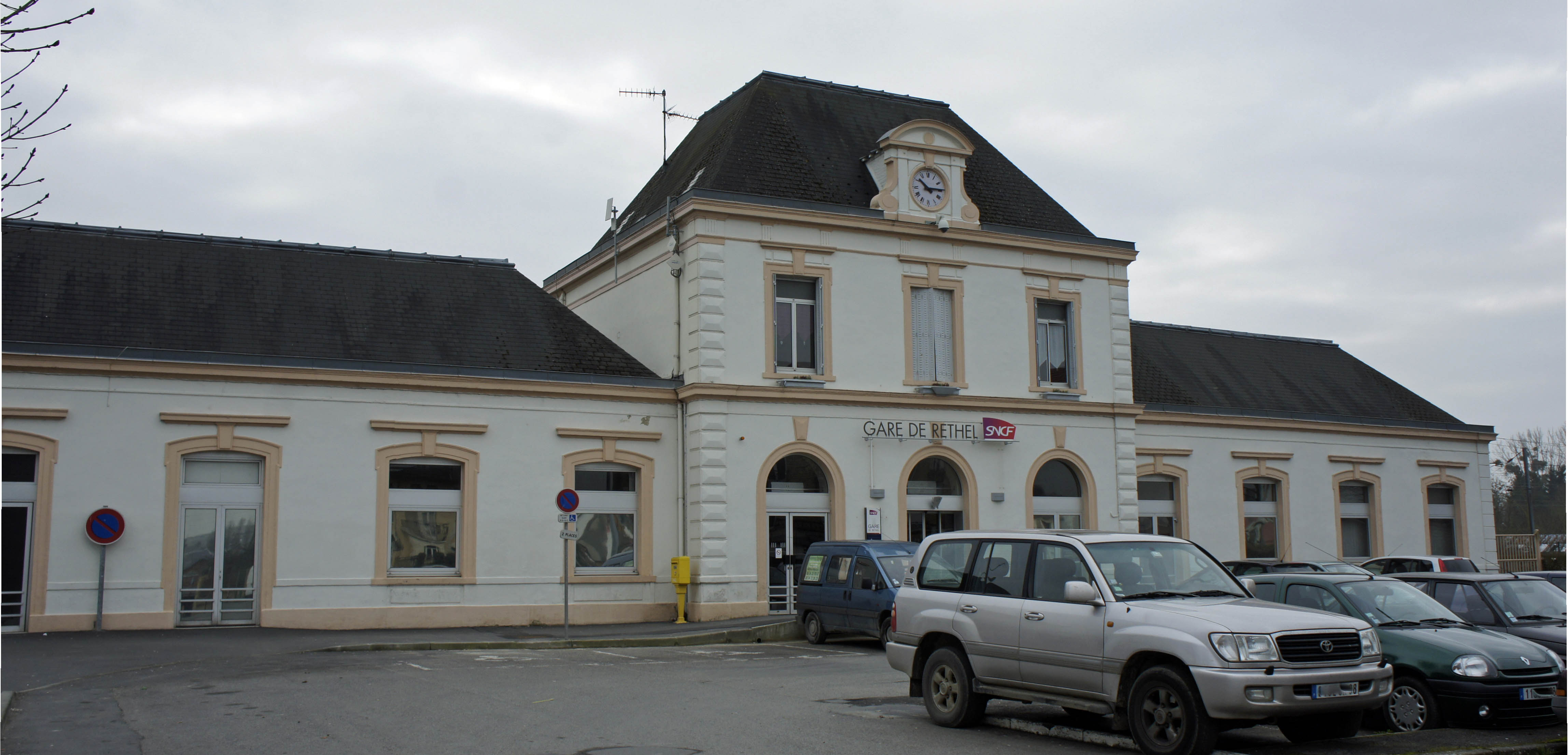
Treinstation

## Geboren
- Jacques Boucher de Crèvecœur de Perthes (1788-1868), amateurarcheoloog

## Overleden
- Margaretha van Brabant (1323-1380), gravin van Vlaanderen
- Georges Pasquier (1877-1965), wielrenner